# Renata Urban-Chmiel
Renata Urban-Chmiel – polska Lekarz weterynarii, prof. dr hab. nauk weterynaryjnych, profesor zwyczajny Instytutu Biologicznych Podstaw Chorób Zwierząt Wydziału Medycyny Weterynaryjnej Uniwersytetu Przyrodniczego w Lublinie.

## Życiorys
W 1996 ukończyła studia weterynaryjne na Akademii Rolniczej w Lublinie, 11 maja 2000 obroniła pracę doktorską Udział Pasteurella haemolytica w chorobach układu oddechowego cieląt oraz ocena wykorzystania leukotoksyny w immunoprofilaktyce syndromu oddechowego, otrzymując doktorat, a 29 maja 2008 habilitowała się na podstawie oceny dorobku naukowego i pracy zatytułowanej Wpływ stresu transportowego na stopień podatności bydła i owiec na oddziaływanie leukotoksyny Mannheimia haemolytica. 23 września 2017 nadano jej tytuł profesora w zakresie nauk weterynaryjnych.
Pracowała w Instytucie Biologicznych Podstaw Chorób Zwierząt na Wydziale Medycyny Weterynaryjnej Akademii Rolniczej w Lublinie.
Objęła funkcję profesora nadzwyczajnego Instytutu Biologicznych Podstaw Chorób Zwierząt Wydziału Medycyny Weterynaryjnej Uniwersytetu Przyrodniczego w Lublinie.

## Publikacje
- 1999: Antybiotykowrażliwość oraz profil plazmidowy szczepów Pasteurella haemolytica[1]
- 2005: Stężenie kortyzolu oraz poziom Ca, Mg, Na i K u jałówek w cyklu rujowym, ciąży i po porodzie w aspekcie zatrzymania łożyska[1]
- 2005: Effect of leukotoxin from M. haemolytica and LPS from E. coli on secretory response of bovine neutropils in vitro[1]
- 2008: Charakterystyka elektroforetyczna białek błony zewnętrznej szczepów Salmonella enteritidis hodowanych w zróżnicowanych warunkach oraz ocena ich właściwości antygenowych[1]
- 2017: Assessment of antibiotic susceptibility in Lactobacillus isolates from chickens[1]
- 2017: Heat Shock Proteins 70 kDa, eosinophil cationic protein, and nitric oxide during chronic superficial keratitis in dogs[1]